# Tragon signaticornis
Tragon signaticornis är en skalbaggsart som först beskrevs av Louis Alexandre Auguste Chevrolat 1855.  Tragon signaticornis ingår i släktet Tragon och familjen långhorningar.
Artens utbredningsområde är:
- Benin.
- Gabon.
- Ghana.
- Nigeria.
- Senegal.
- Sierra Leone.
- Togo.

Inga underarter finns listade i Catalogue of Life.